# Xã Lake Williams, Quận McLean, Bắc Dakota
Xã Lake Williams (tiếng Anh: Lake Williams Township) là một xã thuộc quận McLean, tiểu bang Bắc Dakota, Hoa Kỳ. Năm 2010, dân số của xã này là 59 người.